# Муниципальное образование «Люры»
Муниципальное образование «Люры» — муниципальное образование со статусом сельского поселения в 
Баяндаевском районе Иркутской области России. Административный центр — Люры.

## Демография
По результатам Всероссийской переписи населения 2010 года 
численность населения муниципального образования составила 703 человека, в том числе 340 мужчин и 363 женщины.

## Населенные пункты
В состав муниципального образования входят населенные пункты
- Люры
- Бахай 2-й
- Бохолдой[2]